# 1595 en science
| Années de la science : 1592 - 1593 - 1594 - 1595 - 1596 - 1597 - 1598    |
| Décennies de la science : 1560 - 1570 - 1580 - 1590 - 1600 - 1610 - 1620 |

Cet article présente les faits marquants de l'année 1595 en science.

## Événements

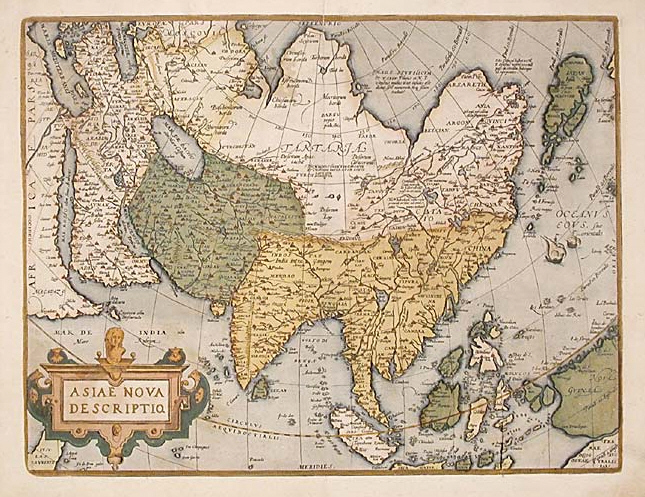
Carte de l'Asie d'Abraham Ortelius, 1595.

- 2 avril : début du voyage du hollandais Cornelius van Houtmann en Inde et en Insulinde pour le compte de la compagne Van Verre (fin en 1597). Il atteint Banten (Java) quinze mois plus tard[1].
- Mai : l'explorateur anglais Walter Raleigh remonte le fleuve Orénoque en pirogue à la recherche de l'Eldorado[2].
- 2 juillet : départ d'une deuxième expédition de Willem Barentsz dans l'Océan Arctique à la recherche du passage du Nord-Est ; elle passe le détroit de Jugor le 24 août et trouve la mer de Kara prise par les glaces[3].

- Construction de la première « flûte » (fluit en néerlandais) dans les chantiers navals de la ville de Hoorn selon le chroniqueur D. Velius[4].

## Publications
- Andrea Bacci : De naturali vinorum historia, traité sur le vin.
- Anutius Foesius : Hippocratis opera omnia, Francfort, 1595, une des premières éditions d'Hippocrate, accompagnée pour la première fois d'une traduction latine.
- Rumold Mercator, le fils du géographe flamand Gerardus Mercator publie la cinquième section de l'Atlas de son père, à titre posthume.
- Bartholomäus Pitiscus : Trigonometriæ sive de dimensione triangulorum libri quinque, les tables de trigonométrie les plus précises du début du XVIIe siècle. C'est le premier livre qui introduit le terme trigonométrie.
- François Viète : Ad problema quod omnibus mathematicis totius orbis construendum proposuit Adrianus Romanus, Francisci Vietae responsum. Paris, Mettayer, in 4, 16 fol ; texte où se trouve la solution du problème d'Adrien Romain.
- Fausto Veranzio : Machinae novae, publié à Venise.

## Naissances
- 11 octobre[5] : Albert Girard (mort en 1632), mathématicien français.

- Vincent Léotaud (mort en 1672), jésuite et mathématicien français.

## Décès

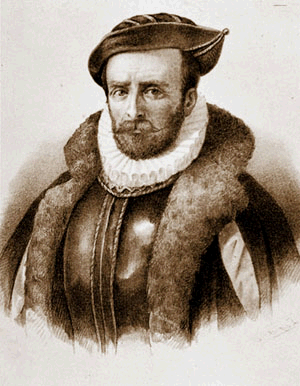
Álvaro de Mendaña

- 29 juin : Philibert Bretin (né vers 1550), mathématicien, poète, médecin, philosophe et traducteur français.
- 24 août : Thomas Digges (né en 1546), astronome anglais.
- 18 octobre : Álvaro de Mendaña (né en 1542), navigateur et explorateur espagnol.
- 8 novembre : Anutius Foesius (né en 1528), médecin helléniste français.
- Après 1595: 
  - Camillo Agrippa, architecte et ingénieur italien.